# Электронный блок управления

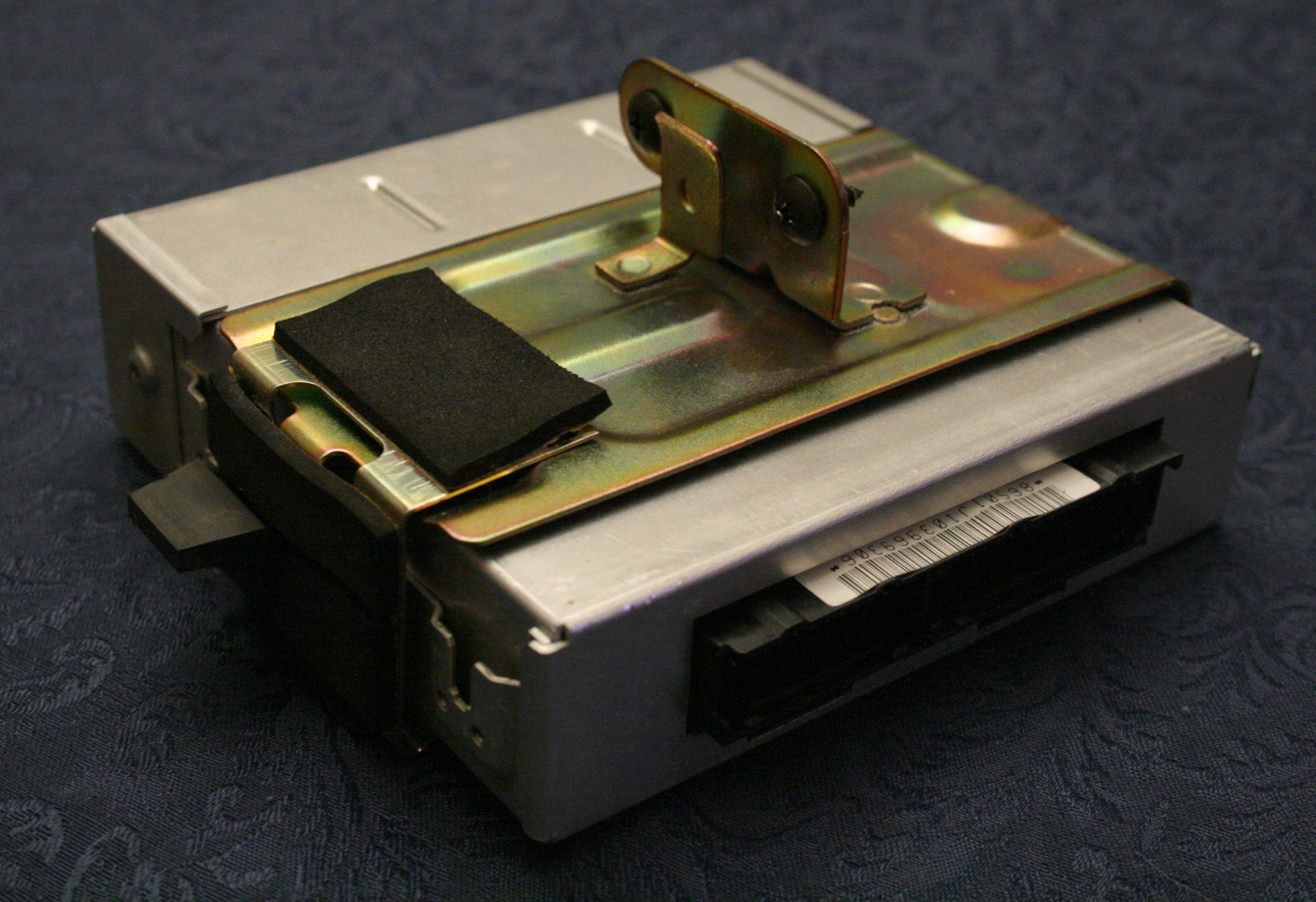
ЭБУ автомобиля Geo Storm

Электронный блок управления (ЭБУ) в автомобильной электронике — общий термин для любых встраиваемых систем, которые управляют одним или несколькими электрическими системами или подсистемами в автомобиле.
- Контроллер ЭСУД (электронная система управления двигателем).
- ECM (Engine Control Module) — модуль управления двигателем.
- ECU (Electronic Control Unit) — электронный блок управления, является общим термином для любого электронного блока управления. (См. п. 3.9. SAE J1979[1].)

Виды ЭБУ подразделяются на
Электронный (ECU) / Блок управления двигателем (ECM),
Совмещенный моторно-трансмиссионный блок управления,
Блок управления трансмиссией,
блок управления тормозной системой,
центральный модуль управления,
центральный модуль синхронизации,
главный электронный модуль,
контроллер кузова, модуль
управления подвеской,
блок управления, или модуль управления.
Взятые вместе, эти системы иногда называют компьютер автомобиля, карпьютер (хотя технически это не единый компьютер, а несколько блоков). Иногда одна сборка включает в себя несколько отдельных модулей управления (некоторые новые автомобили включают в себя до 80 ЭБУ).
Встроенное программное обеспечение в ЭБУ продолжает развиваться в соответствии с количеством, сложностью и изощренностью. Управление увеличением сложности и количеством ЭБУ в автомобилестроении стало одной из ключевых задач.

## Системы электронных блоков управления
Системы электронных блоков управления включают:
- ABS (Anti-lock braking system) — Антиблокировочная система.
- ACU (Airbag Control Unit) — Блок управления подушками безопасности.
- Amplifier (Звуковой усилитель).
- BCM (Body Control Module) — controls door locks, electric windows, courtesy lights, etc. — Контроллер бортовой электроники.
- Brake Control Module (ABS or ESC) — Модуль управления тормозной системой.
- CCP (Climate Change and Prediction) — Блок управления климат-контролем.
- CCU (Convenience Control Unit)
- CD Changer (многодисковый проигрыватель компакт-дисков).
- Cellular Telephone (сотовый телефон).
- Chime (Система звукового оповещения).
- CV RSS (Continuously Variable road sensing suspension) — Подвеска с бесступенчатой изменяемой жесткостью амортизаторов).
- DCU (Door Control Unit) — Блок управления дверьми.
- Digital Radio Receiver (Цифровой радиоприемник).
- DIM (Dashboard Integration Module) — Интегрированный модуль приборной панели.
- Door Module (s) (Дверные контроллеры).
- Driver Door Module (Контроллер водительской двери).
- Driver Information Center — (Система информации водителя).
- Dual Zone HVAC — Двухзонный климат-контроль.
- E&C Bus (Мультиплексная шина систем комфорта).
- ECM (Engine Control Module) — Модуль управления двигателем. (Не путать с электронным блоком управления, общим термином для всех этих устройств.)
- ELC (Electronic level control) — Пневмоподвеска с электронным контролем уровня положения кузова).
- EPS (Electric power steering) — Электрический усилитель руля.
- ESP (Electronic Stability Program) — Электронный контроль устойчивости.
- ETACS (Electronic Timing And Control System) — Электронная система полного управления автомобилем
- Head Up Display (Контроллер верхнего информационного дисплея).
- HMI (Human Machine Interface) — (Board Computer) — Бортовой компьютер.
- HPS (Hydraulic power steering) — Гидравлический усилитель руля.
- HVAC (Heating, Ventilation and Air Conditioning) — Климат-Контроль.
- IPC (Instrumental Panel Cluster) — Электронная комбинация приборов.
- Memory Mirror Module (Контролер зеркал с памятью).
- Memory Seat Module (Контроллер сидений с памятью).
- Multifuncton Alarm Module — Многофункциональный охранный модуль.
- Navigation Radio (Радио с навигационной системой).
- OnStar (Навигационная система).
- Passenger Door Module (Контроллер двери пассажира).
- PCM (Powertrain control module) Комбинированный модуль управления, состоящий из блока управления двигателем (ECU) и блока управления коробкой передач (TСМ).
- Personalization (Система авторизованного доступа).
- PPS (Passenger Presence System) — Система контроля наличия пассажира.
- PSCU (Electric Power Steering Control Unit — Generally this will be integrated into the EPS powerpack.
- Radio (Радиоприемник).
- RCCP (Rear Climate Change and Prediction) — Задняя панель управления климат-контролем.
- Rear Aux Climate Module — Дополнительная задняя климатическая установка.
- Rear Seat Entertainment (Развлекательный центр задней части салона).
- Remote Function Actuation (Дистанционное управление).
- RIM (Rear integration module) — Интегрированный модуль задней части салона.
- RSS (Road Sensing Suspension) — Подвеска с изменяемой жесткостью амортизаторов.
- SIR (Supplemental Inflatable Restraint) — Дополнительные (Airbags) подушки безопасности.
- SCU (Seat Control Unit)
- SCU (Spee
- Serial Data Gateway (Контроллер мультиплексной шины).
- TСМ (Transmission control module) — Модуль управления трансмиссией.
- TCS (Traction control system) — Антипробуксовочная система.
- TCU (Telephone Control Unit) — Блок управления телефоном.
- VTD (Vehicle Thief Deterrent) — Охранная сигнализация.

## Модули управления двигателем

### Контроллеры компании Bosch
- Bosch M1.5.4 (55 Pin) (1,45/1,5л.,8кл.) (Россия-83) Одновременный впрыск.
- Bosch M1.5.4N (55 Pin) (1,5л., 16 кл., Евро-2) Попарно-параллельный впрыск./ Фазированный впрыск.
- Bosch MP7.0HFM (55 Pin) (1,5/1,7л.,8/16кл.) (Евро-2/3) Попарно-параллельный впрыск./Фазированный впрыск.
- Bosch M7.9.7 (81 Pin) (1,5/1,7л.,8/16кл.) (2003—2007) (Евро-2/3) Попарно — параллельный впрыск./Фазированный впрыск.
- Bosch M7.9.7+ (81 Pin) (1,5/1,7л.,8/16кл.) (2005—2011) (Евро-3) Фазированный впрыск.
- Bosch МЕ7.9.7 (Евро-3) Фазированный впрыск.
- Bosch МЕ17.9.7 (Евро-3) Фазированный впрыск.

### Контроллеры Delphi
- Delphi MT20 (Евро 3)
- Delphi MT80 (Евро 3/4/5/6)[4]
- Delphi MT92 (Евро 3/4/4/6) — Gasoline Direct injection (GDi).
- Delphi AC Delco E39/E39A (Евро 2)
- Delphi AC Delco E73
- Delphi AC Delco E78
- Delphi AC Delco E83
- Delphi MR140

### Контроллеры GM
- GM EFI-4 (24/32/32 Pin) (США-83) — Моновпрыск.[5]
- GM ISFI-2S (24/32/32 Pin) (1,5 л. 8/16 кл.) (США-83/Евро-2) — 8кл. Попарно-параллельный впрыск, 16кл. фазированный впрыск
- GM ITMS-6F (Евро-2) — Попарно — параллельный впрыск.

### КонтроллерыSiemens
- Simtec 70 (Евро 2) Фазированный впрыск.
- Simtec 71 (Евро 3) Фазированный впрыск.
- Simtec 75.1 (Евро 4) Фазированный впрыск.
- Simtec 75.5 (Евро 4) Фазированный впрыск.
- Simtec 76 (Евро 2/3)
- Simtec 81 (Евро 5) Непосредственный впрыск.

### Контроллеры Автэл
Контроллеры Январь x.x.x и Mxx производились на двух разных производствах — Итэлма (Первый элемент в обозначении прошивки — литера «I» в маркировке ЭБУ) и Автэл (Первый элемент в обозначении прошивки — литера «А».
- Январь 4 (24/32/32 Pin) (1,6л., 8кл.) (Россия-83) Попарно — параллельный впрыск. (На этикетке присутствует обозначение отладочной версии «Квант».)
- Январь 4.1 (24/32/32 Pin) (1,5л., 8/16кл.) (Россия-83) (1998 г.) Фазированный впрыск. (На этикетке присутствует обозначение «Квант».)
- Январь 5.1 (55 Pin) На этикетке: ООО «НПП АВТЭЛ», ТУ 4573-004-45886863-99, Завод-изготовитель «ОАО Автоэлектроника».
- Январь 5.1.1 (55 Pin) На этикетке: ООО «НПП АВТЭЛ», ТУ 4573-004-45886863-99, Завод-изготовитель «ОАО Автоэлектроника». (1,5 л.,8 кл.) (Евро 0) Одновременный впрыск.
- Январь 5.1.2 (55 Pin) На этикетке: ООО «НПП АВТЭЛ»

### Контроллеры Итэлма
- VS 5.1 1411020-02 (1.45л,8кл.) (Россия-83) Одновременный впрыск.
- VS 5.1 1411020-72 (1.5л,8кл.) (2003-)(Россия-83) Одновременный впрыск.
- VS 5.1 1411020-62 (1.5л,8кл.) (2003-) (Евро 2) Попарно-параллельный впрыск.
- VS 5.1 1411020-42 (1.5л,16кл.) (2003-) (Евро 2) Фазированный впрыск.
- VS 9.2 (Евро 4) БУ дизельным двигателем УАЗ 3151 (Hunter).

- T11183 (Евро 2/4) (1.6л,8кл.))[7] Попарно-параллельный впрыск.
- T11186 (Евро 4) (1.6л,8кл.)
- T11194 (Евро 3) (1.6л,16кл.)
- T21067 (Евро 3) (1.6л,8кл.)
- T21114 (Евро 2/3) (1.6л,8кл.)
- T21116 (Евро 4) (1.6л,8кл.)
- T21124 (Евро 2/3) (1.6л,16кл.)
- T21126 (Евро 3/4) (1.6л,16кл.)

### Контроллеры ЭЛКАР
В обозначении прошивок Январь 7.2 и Микас 10 присутствуют обозначения: (I — Итэлма) (А — Автэл).
- Январь 5.1[8] (55 Pin) (1,5 л.,8/16 кл.) (Евро 2) На этикетке: <Элкар>, ТУ 4573-004-45886863-99. (1999 -) Одновременный впрыск.[9]
- Январь 5.1.1[10] (55 Pin) (1,5 л.,8 кл.) (Россия-83) Одновременный впрыск.
- Январь 5.1.2[10] (16кл.) (Россия-83) Одновременный впрыск.
- Январь 5.1.3 (1,5 л.,8 кл.) (Евро 2) Попарно-параллельный впрыск.
- Я 7.2 (81 Pin) (1,5/1,6л.,8/16кл.) (Евро 2) (2004—2007) Попарно-параллельный впрыск./ Фазированный впрыск.
- Я 7.2M (81 Pin) (1,6л.,8/16кл.) (Евро 2) (2007 —) Попарно-параллельный впрыск./ Фазированный впрыск.
- М10.3 (Евро 2/3).
- М73 (1,4/1,6л.,8/16кл.)(Евро 3) (2007 —) Фазированный впрыск, работает без датчика положения распределительного вала (датчик фаз).
- М74 (1.6л,8/16кл.) (Евро 3/4) Фазированный впрыск.
- М75 (1.6л,16кл.) (Евро 4) Фазированный впрыск.

### Open source проекты
- rusEFI
- FreeEMS (публичные исходные коды не обновляются с 2014 года)
- SECU-3